# Усинск (аэропорт)
Усинск — аэропорт одноимённого города в Республике Коми.

## Принимаемые типыВС
Ан-12, Ан-24, Ан-28, Ил-76, Ил-114, Л-410, Ту-134, Ту-154, Як-40, Як-42, МиГ-31, ATR 42, ATR 72, Boeing 737, Bombardier CRJ, Bombardier Dash 8, Embraer EMB 120 Brasilia, Embraer ERJ-145, Embraer E-190, Saab 340, Saab 2000, Sukhoi Superjet 100, Cessna 208 Grand Caravan и более лёгкие, вертолёты всех типов. Классификационное число ВПП (PCN) 21/R/A/X/T (30/R/A/X/T — зимой).

## Показатели деятельности
| год             | 2014  | 2015  | 2016  | 2017  |
| тыс. пассажиров | 168,7 | 187,7 | 162,3 | 158,7 |
| Источники:      |       |       |       |       |

## Происшествия
- 15 ноября 2018 года аварийную (по остатку топлива) посадку в аэропорту Усинск совершили четыре МиГ-31 ВКС России. Посадка осложнялась наличием в конце полосы севшего перед этим Boeing 737 компании UTair, что является грубейшим нарушением безопасности полётов.

МиГи с боекомплектом, летевшие Пермь—Воркута, выбрали запасным аэродромом Нарьян-Мар — более близкий Усинск отказался из-за перегрузки. Сделав неудачный заход в Воркуте с видимостью в 200 метров, истребители всё-таки пошли в Усинск — дальше не хватало топлива. Диспетчера предупредили о ситуации всего за 22 минуты до прихода, в провинциальном аэропорту не было команды для сбора тормозных парашютов — было принято спорное, но оказавшееся верным решение собрать «Боинг» и четыре МиГа в разворотном кармане. К тому же один из МиГов перепутал курс посадки и собирался садиться в тот конец, где уже стояли три самолёта.
- 9 февраля 2020 года самолёт Boeing 737 авиакомпании UTair совершил грубую посадку на ВПП-13 (магнитный курс 134°).

По утверждению пресс-службы авиакомпании, причиной явился внезапный порыв ветра. По мнению авиационных специалистов, прокомментировавших происшествие теллеграм-каналу Rеадовка, причиной явились ошибки техники пилотирования: повышенная вертикальная скорость снижения и запоздалое начало выравнивания экипажем ВС, что привело к касанию основными опорами шасси земной поверхности до ВПП (снежный бруствер).
На борту воздушного судна находились 94 пассажира и шесть членов экипажа, пострадавших в результате происшествия нет.